# Ратковићи (Крешево)
Ратковићи је насељено место у Босни и Херцеговини у општини Крешево. Административно припада Федерацији Босне и Херцеговине, односно њеном Средњобосанском кантону. Према попису становништва из 2013. у насељу је било 48 становника, а већинску популацију чинили су Хрвати.

## Становништво
По последњем службеном попису становништва из 2013. године у овом насељу живело је 48 становника, а село је било етнички хомогено са већинском хрватском популацијом.
| Националност | 2013. | 1991.       | 1981.        | 1971.        |
| Бошњаци      | —     | 4 (4,25%)   | 0            | 0            |
| Хрвати       | —     | 90 (95,74%) | 107 (92,24%) | 133 (100,0%) |
| остали       | —     | 0           | 9 (7,56%)    | 0            |
| Укупно       | 48    | 94          | 116          | 133          |